# Monts de la Kolyma
Pour les articles homonymes, voir Kolyma (homonymie).
 (juillet 2024).
Si vous disposez d'ouvrages ou d'articles de référence ou si vous connaissez des sites web de qualité traitant du thème abordé ici, merci de compléter l'article en donnant les références utiles à sa vérifiabilité et en les liant à la section « Notes et références ».
Les monts de la Kolyma (en russe Колымское нагорье/Kolymskoïe nagorïe ou Колымский хребет/Kolymski chrebet ; également Гыдан ou Гедан, Guydan ou Guedan) forment un massif montagneux du nord-est de la Sibérie en Russie d'Asie situé pratiquement entièrement dans l'oblast de Magadan.

## Géographie

### Topographie

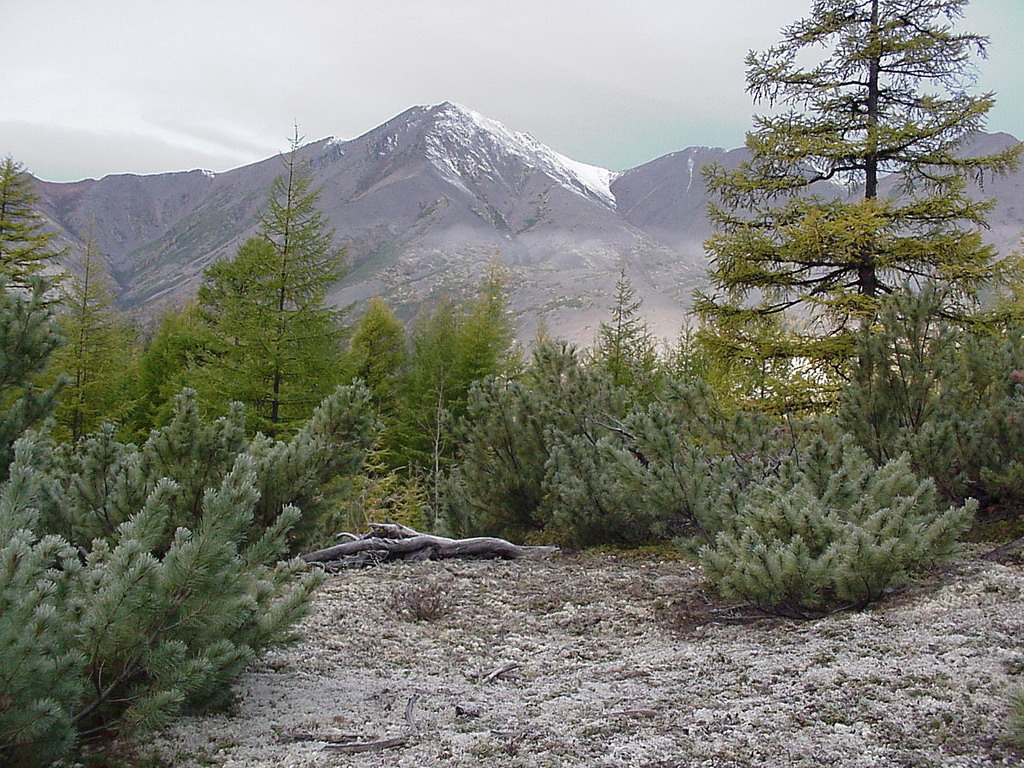
Paysage des monts de la Kolyma.

Les monts de la Kolyma font partie de l'arc montagneux de Sibérie orientale . Le massif, qui s'étire sur environ 500 km du sud-ouest au nord-est, sépare la plaine de la Kolyma située à son nord de la mer d'Okhotsk au sud. Il culmine au mont Omsouktchan à 1 962 mètres d'altitude.

### Hydrographie
Plusieurs affluents de la rivière Kolyma prennent leur source dans le massif : Bouïounda, Omolon, Balyguitchan, Korkodon, Sougoï.

### Climat
Le climat sur le versant occidental est très continental avec des températures moyennes en juillet de 8 à 10 °C et en janvier de −40 °C. L'été est sec. Sur le versant sud est règne un climat de mousson venteux, froid et humide avec des températures moyennes en juillet de 4 °C et en janvier de −20 °C.

### Faune et flore

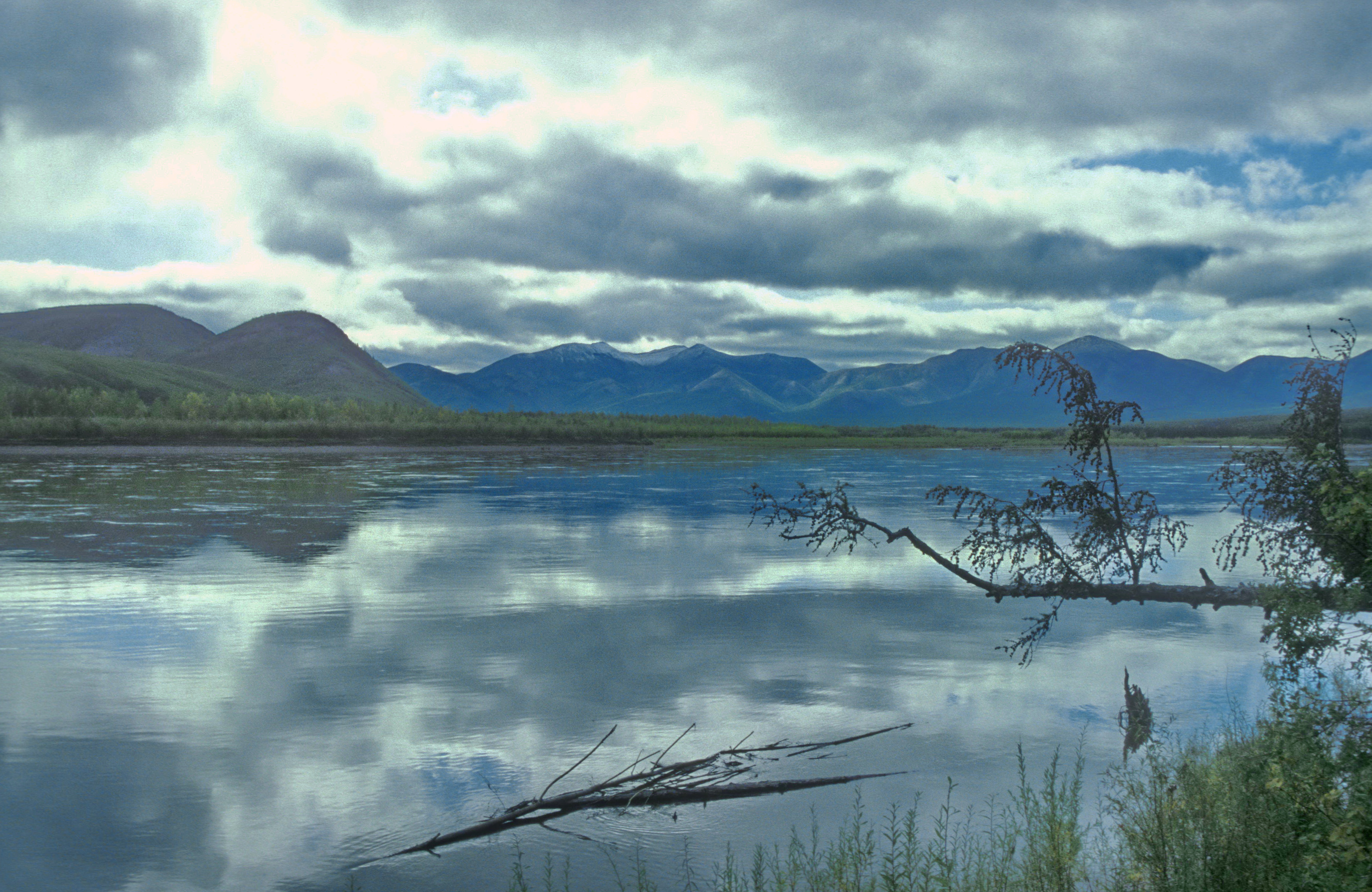
Paysage des monts de la Kolyma, dans le raïon d'Ola.

Les deux tiers de la surface du massif sont dépourvus de couverture forestière. Les mousses et lichens prédominent ainsi que des pins cembro tordus. Les vallées et les versants jusqu'à une altitude 500 m au nord et de 800 m au sud sont couverts de forêts de mélèzes.

## Histoire
Des camps du Goulag ont été implantés dans cette région sous Staline,.

## Économie
Le massif comporte des gisements aurifères dont certains sont en en exploitation.